# دون سميث (لاعب كرة سلة أمريكي)
دون سميث (27 يوليو 1920 في الولايات المتحدة - 1 مارس 1996) (بالإنجليزية: Don Smith)‏ هو لاعب كرة سلة أمريكي في مركز مدافع مسدد الهدف. لعب مع لوس أنجلوس ليكرز وIndianapolis Jets ‏ وأوشكوش أول ستارز ‏.

## وصلات خارجية
- دون سميث على موقع إن بي أي (الإنجليزية)
- دون سميث على موقع سبورتس رفرنس (الإنجليزية)
- دون سميث على موقع ريلجم (الإنجليزية)
- دون سميث على موقع سبورتس رفرنس (الإنجليزية)